# ГЕС Nedre Otta
ГЕС Nedre Otta — гідроелектростанція, що споруджується у південній частині Норвегії, трохи менш ніж за сотню кілометрів на північний захід від Ліллегаммера. Знаходячись після ГЕС Øyberget, разом з ГЕС Eidefossen (13,2 МВт) становить нижній ступінь каскаду на Отті, правій притоці річки Гудбраннсдалслоген (через озеро Мйоса, Ворму та Гломму відноситься до басейну Осло-фіорду).
З 1983 року на Отті працювала станція Eidefossen, для якої річку перекрили греблею та створили невелике водосховище Lalmsvatnet з припустимим коливанням рівня поверхні в діапазоні 2 метри та корисним об'ємом лише 5 млн м3. Невдовзі виник проект забору звідси ж ресурсу для значно більшої дериваційної станції, котра повинна була мати тунель завдовжки понад 40 км, що виходив би до району впадіння в Гудбраннсдалслоген другої правої притоки Вінстра (відома зокрема завдяки ГЕС Øvre Vinstra та Nedre Vinstra). Втім, у підсумку природоохоронні інстанції дозволили реалізувати значно меншу схему тільки в межах сточища Отти із загальною довжиною підвідного та відвідного тунелів приблизно 9 км (перетин 90 м2).
З Lalmsvatnet ресурс подаватиметься під лівобережним гірським масивом Отти до підземного машинного залу розмірами 60х20 метрів при висоті 45 метрів. Тут встановлять дві турбіни типу Каплан потужністю по 43 МВт, які при напорі у 55,5 метра забезпечуватимуть виробництво 315 млн кВт-год електроенергії на рік. Крім того, існуватиме окреме підземне приміщення для трансформаторного обладнання.
Відпрацьована вода транспортуватиметься по тунелю, що на своєму шляху проходитиме під руслом Отти та завершуватиметься вже на її правобережжі.
Проект, завершення якого заплановане на 2020 рік, реалізують компанії Eidefoss (50 %), E-CO Energi (27 %) та Eidsiva Energi (23 %).